# 楓信号場
楓信号場（かえでしんごうじょう）は、北海道夕張市楓にある北海道旅客鉄道（JR北海道）石勝線の信号場である。電報略号はカテ。事務管理コードは▲132121。

## 歴史
当地には北海道炭礦汽船（北炭）登川炭砿が操業しており、1907年（明治40年）から紅葉山駅から分岐する夕張線の支線（通称：登川支線）が通っていた。
その後、現在の石勝線となる建設線・紅葉山線が紅葉山駅（現：新夕張駅） - 占冠駅間に建設されることとなった際、当初は紅葉山駅からホロカクルキ川沿いに一旦南下し、トンネルで穂別町（現：むかわ町）のヌタポマイ沢（オサワ信号場付近の沢）へ抜けてから新登川（→東オサワ信号場）に抜けるルートで考えられていたが、夕張市・穂別町（現：むかわ町）の市町堺付近に建設が見込まれたトンネルで大量の湧水が予想されたため、別線案がいくつか検討されることとなった。
結果、紅葉山駅から占冠駅にかけての高低差200 m の片勾配を緩和し距離短縮もできるメリットから、紅葉山駅を10m 高い駅裏の高台に移設して、既存の登川支線に並行して進んでから、トンネルでヌタポマイ沢に抜け、新登川へ至るルートに決定した。
この案では、登川支線を廃止できることもメリットとして挙げられ、登川支線に存在した楓駅（2代）および登川駅の代替として、2駅の中間付近の新線上に新駅の楓駅（3代）を設置する計画となった。
楓駅含む紅葉山線の計画は1966年（昭和41年）に運輸大臣に認可された。石勝線が開通するころには北炭登川炭砿はすでに閉山していた。
石勝線はその長期にわたる建設過程で、駒里信号場、オサワ信号場など多くの途中駅が沿線過疎化や国鉄の要員問題に伴う省力化を理由に信号場へ変更されたが、楓駅については当地の炭砿住宅から登川支線を使って近隣の炭砿へ通勤する現状があったため、計画通り1981年（昭和56年）の石勝線開業時に登川支線を代替する旅客駅として開業した。
しかし、石勝線の新夕張駅 - 新得駅間の旅客列車は基本的に札幌と帯広・釧路方面を結ぶ優等列車のみが運行されることとなったため、楓駅には本線から分かれた折り返し着発線と待合室が設けられ、従来の登川支線程度の輸送を確保する1日6往復の普通列車（開業時点）が発着することとなり、新得方面へ向かう列車は客扱いを行わなかった。
その後、楓駅を発着する普通列車は利用者の減少に伴う減便を繰り返して2000年（平成12年）には早朝に運行される1往復のみとなり、その1往復も2001年（平成13年）7月1日からは日曜運休となった。旅客駅としての末期の利用客は1日1人という状況で公共交通機関としての役割を終えたと判断され、2004年（平成16年）3月12日の営業をもって旅客営業を終了し、翌日より信号場となった。

### 年表
- 1981年（昭和56年）10月1日：日本国有鉄道石勝線 新夕張駅 - 新得駅開業と同時に楓駅（3代）として新設[1]。無人駅[6]。
  - 当駅 - 占冠駅以遠間の乗車券を持つ乗客は、新夕張駅で途中下車をしなければ新夕張駅 - 当駅間は追加運賃なしで乗り越すことができる区間外乗車の特例が設けられた[2]。また、新夕張駅 - 新得駅間には特急料金不要の特例が設けられたため、占冠駅 - 新得駅間各駅との利用であれば特急料金もかからなかった。
- 1987年（昭和62年）4月1日：国鉄分割民営化によりJR北海道に継承[1]。
- 1995年（平成7年）7月23日：同日深夜から翌7月24日早朝、および同年8月9日深夜から8月10日早朝にかけて高速化工事に伴う構内改良（高速分岐器挿入など）を実施[7][8]。
- 2004年（平成16年）
  - 3月6日：定期列車の後に臨時列車が1往復運行。同月7日・12日にも運転[9][注 1]。
  - 3月13日：旅客営業廃止[10][9][11]。楓信号場となる[12]。

### 信号場名の由来
地名より。付近に楓が多いことからの名称。

## 構造
開業時点では4線を有しており南千歳方から新得方に向かって左手から以下のように配置されていた。
- 折り返し着発線（旧3番線）
- 下り本線（旧1番線）
- 上下副本線（後年廃止、撤去）
- 上り本線（旧2番線）

1995年（平成7年）に実施された石勝線高速化工事に伴う構内改良により上下副本線は廃止され、当駅の客扱い終了により旧3番線の使用も停止（保線用側線に用途変更）されたため、下り本線と上り本線のみが営業に使用されている。
もともと当駅は両開き分岐器が採用されており、高速化工事に際して片開き分岐器による1線スルー化ではスノーシェルターの大幅な改築が必要であること、当駅構内が半径700 m （キハ283系の場合でも通過速度120 km/h）の曲線となっていることから、南千歳方新得方ともに20番両開き分岐器を採用して、本線通過速度を80 km/h から 120 km/hに向上させている。

### 旅客駅時代の設備

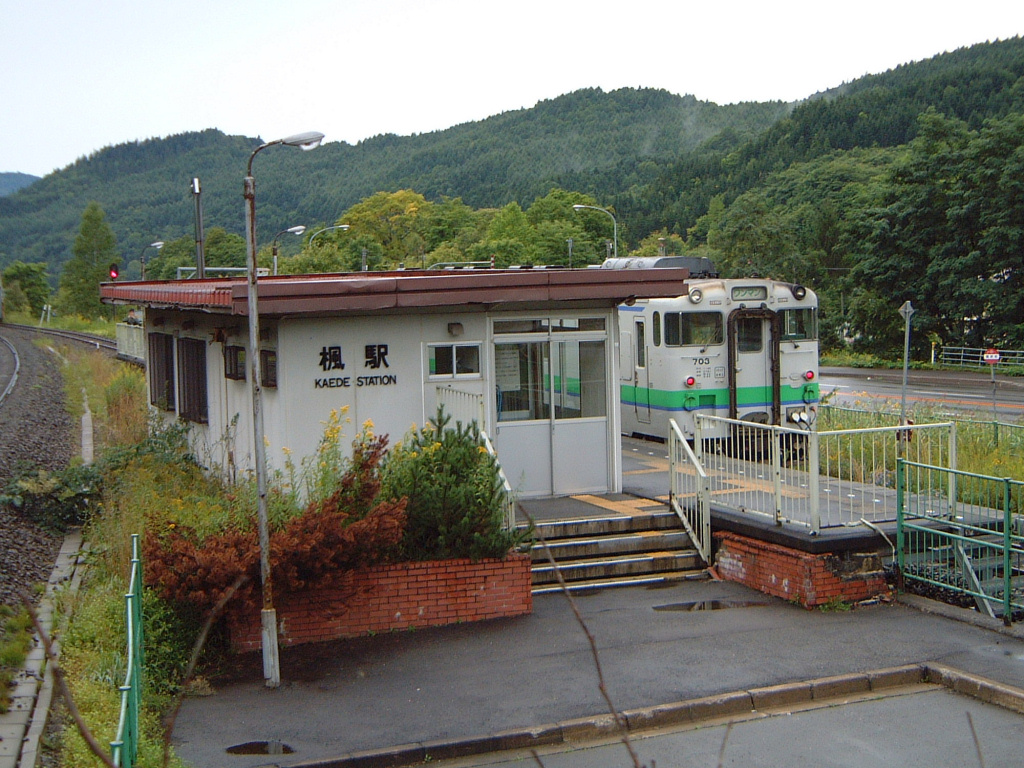
かつての楓駅風景（2003年9月）

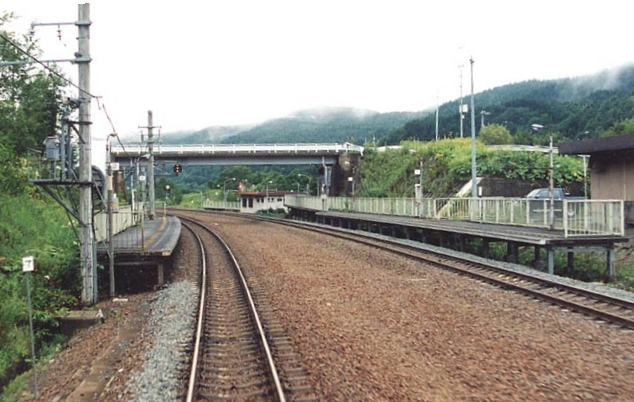
楓駅時代の駅構内の様子

旅客扱いにあたって、乗降用ホームが当駅発着列車が使用する折り返し着発線（3番ホーム）のほか、通常使用しない下り本線（1番ホーム）・上り本線（2番ホーム）にも設けられていた。駅設備としての跨線橋や構内踏切はなかったが、下り本線・折り返し着発線側から上り本線へ線路をまたぐ形で夕張市道登川山手線が構内をまたいでいるため、これが実質的に跨線橋の役割をしていた。
駅本屋は存在しなかったが、信号場としての機器室のほか、鋼製パネル造の待合所が3番ホームに面して設けられ、汲み取り式の便所も設けられていた。また、通常使用しない1・2番ホームにも同様の構造の待合所が設置されていた。

## 周辺
- 国道274号
- 登川郵便局

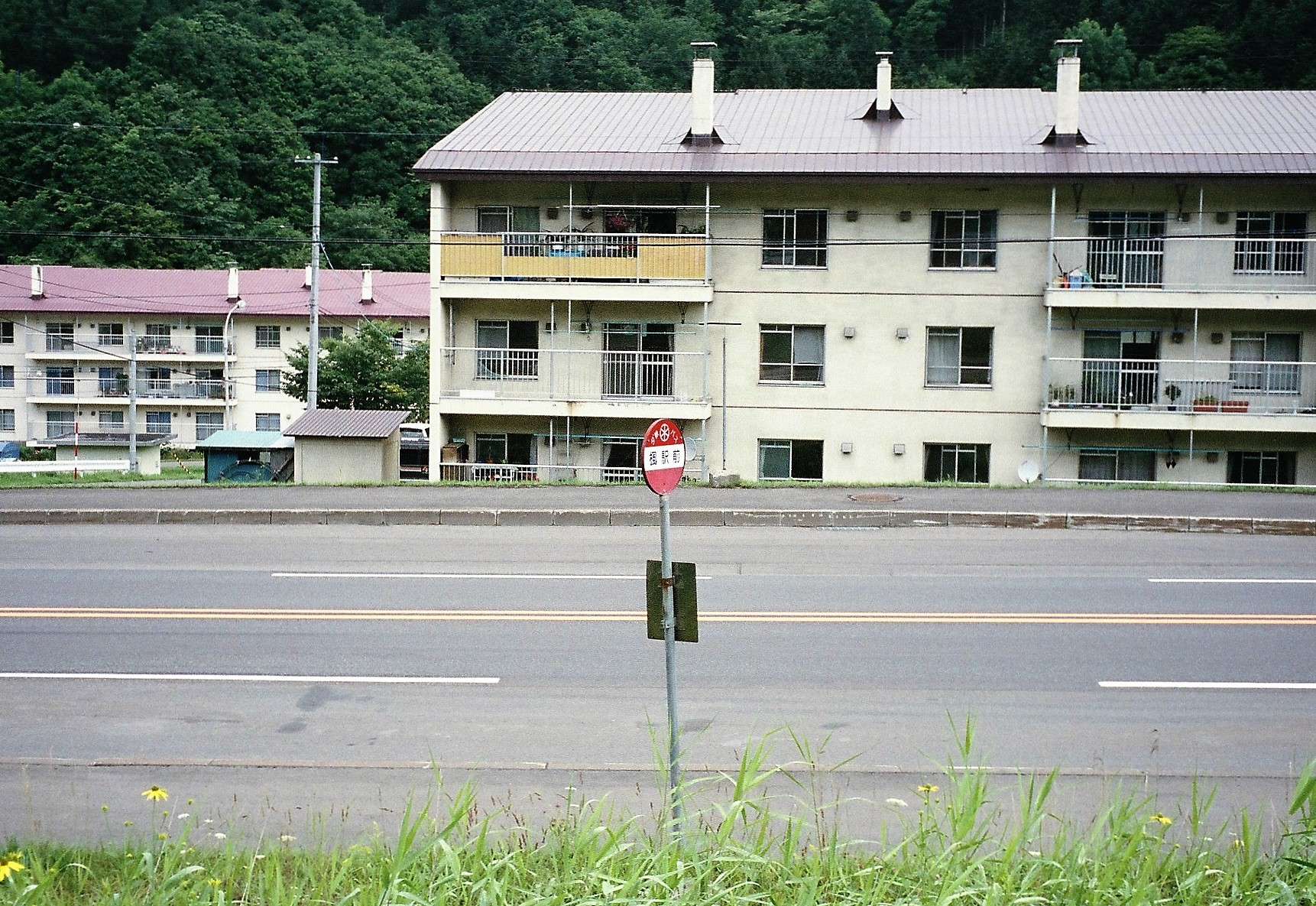
楓駅前バス停（2003年8月）

- かつては駅前に夕張鉄道バス登川線「楓駅前」バス停が設置されていたが、2017年10月1日に登川線が廃止され、バス停も廃止された[16]。

## 隣の施設
北海道旅客鉄道（JR北海道）
■石勝線
新夕張駅 (K20) - （楓信号場） - （オサワ信号場） - （東オサワ信号場） - （清風山信号場） - *（鬼峠信号場） - 占冠駅 (K21)
*打消線は廃止信号場